# نقطه توخالی (فیلم ۱۹۹۶)
نقطه توخالی (به انگلیسی: Hollow Point) فیلمی به کارگردانی سیدنی جی. فیوری و با بازی توماس ایان گریفیت، تیا کریر، جان لیسگو و دونالد ساترلند محصول سال ۱۹۹۶ است.

## داستان
یک مأمور FBI و یک مأمور سابق DEA با یک آدم خلاف‌کار همکاری می‌کنند تا برنامه‌های رئیس دیوانه اوباش برای سلطه بر جهان را خنثی کنند.